# Władysław Librewski
Władysław Librewski (ur. 1859, zm. 3 marca 1938) – duchowny rzymskokatolicki, kanonik, prałat, kustosz Kapituły Lwowskiej.

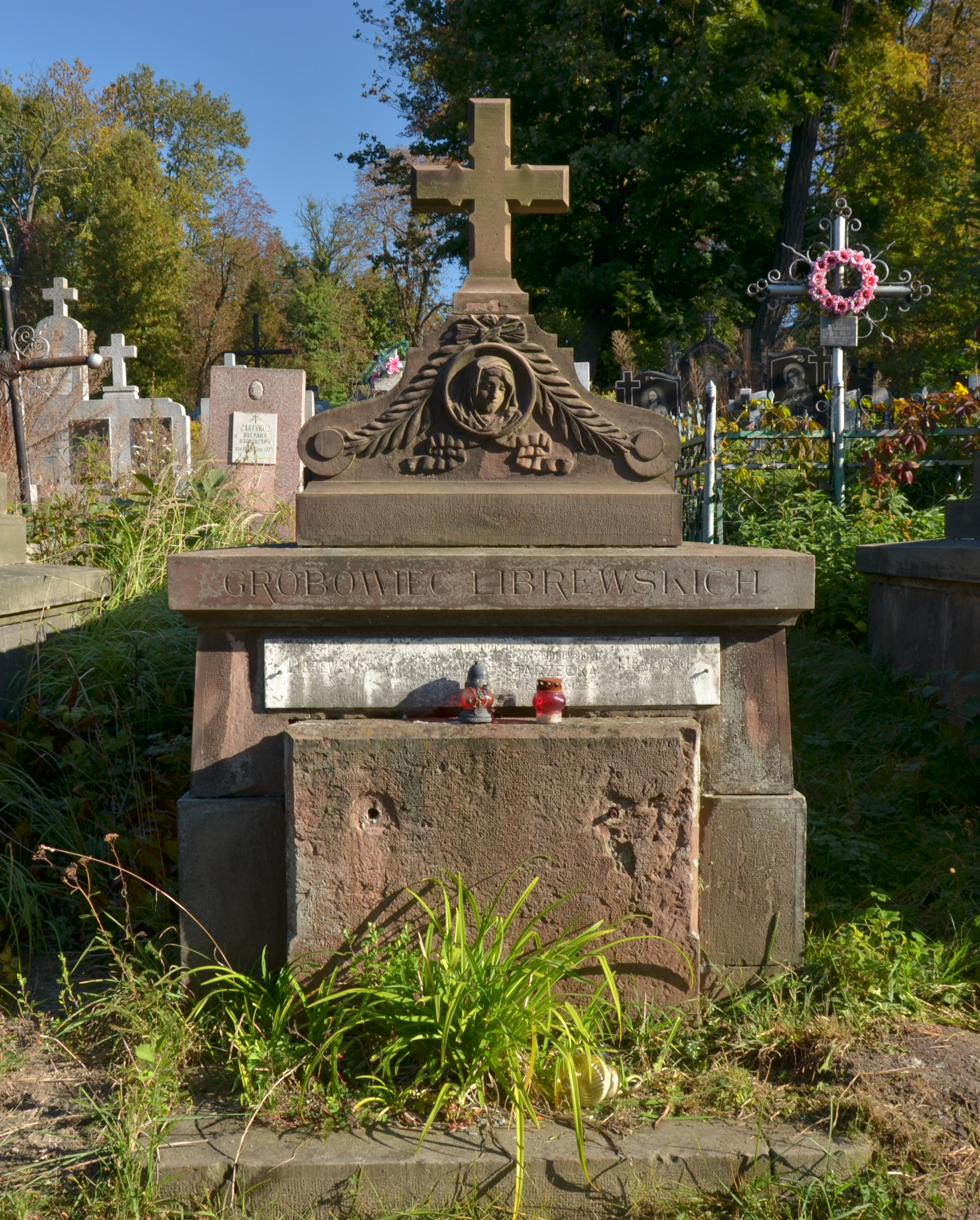
Grobowiec ks. Librewskiego

## Życiorys
Uczył religii w Szkole Realnej w Tarnopolu. Otrzymał tytuł kanonika i pełnił funkcję proboszcza kościoła św. Elżbiety we Lwowie. Został członkiem Kapituły Metropolitarnej we Lwowie.
Zmarł 3 marca 1938 w wieku 79 lat i w 56 roku kapłaństwa. Został pochowany w grobowcu rodzinnym na Cmentarzu Janowskim we Lwowie.